# شهرستان چارنکوو-تژچیانکا
شهرستان چارنکوو-تژچیانکا (به لهستانی: Powiat Czarnków-Trzcianka) یک شهرستان در لهستان است که در استان لهستان بزرگ‌تر واقع شده‌است. شهرستان چارنکوو-تژچیانکا ۱٬۸۰۸٫۱۹ کیلومتر مربع مساحت و ۸۶٬۱۳۴ نفر جمعیت دارد.